# Lytorhynchus ridgewayi
Espèce
Synonymes
- Lytorhynchus ridgewayi var. roseni
Elpatjewski & Sabanejew, 1906
- Lytorhynchus gabrielis Werner, 1938

Statut de conservation UICN

 LC  : Préoccupation mineure

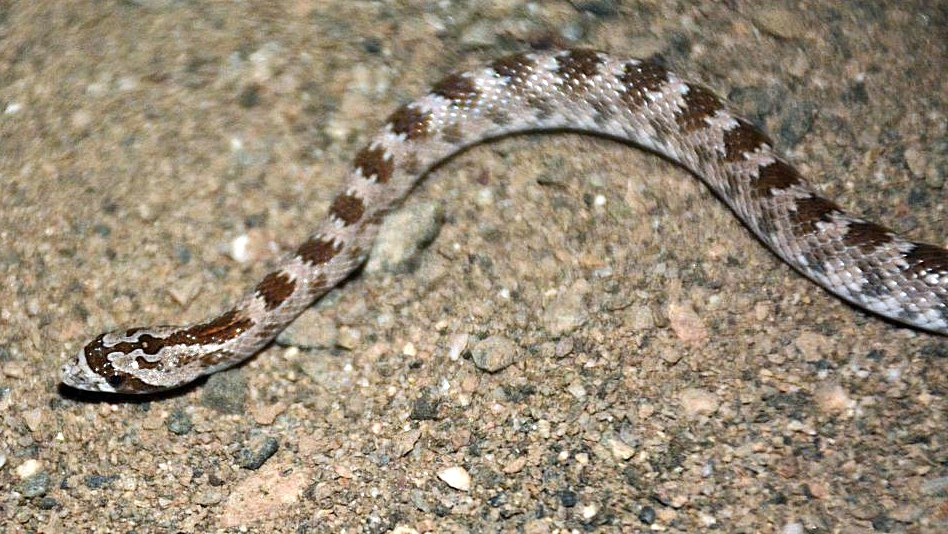

Lytorhynchus ridgewayi est une espèce de serpent de la famille des Colubridae.

## Répartition
Cette espèce se rencontre :
- dans l'ouest de l'Afghanistan ;
- dans l'est de l'Iran ;
- dans le sud de l'Ouzbékistan ;
- dans le sud-ouest du Pakistan ;
- dans le Sud et le Sud-Ouest du Turkménistan.

## Description
Dans sa description Boulenger indique que les spécimens en sa possession mesurent environ 42 cm dont 7 cm pour la queue. Son dos est chamois clair et présente des taches symétriques brunes cerclées de noir. La tête porte une marque en forme d'ancre dont la partie en forme de croissant s'étend d'un angle de la bouche à l'autre tandis que la partie rectiligne se prolonge jusqu'à la nuque. Sa face ventrale est uniformément blanche.

## Étymologie
Son nom d'espèce, ridgewayi, lui a été donné en l'honneur de Sir J. W. Ridgeway.

## Publication originale
- Boulenger, 1887 : Description of a new snake from Afghanistan. Annals and magazine of natural history, ser. 5, vol. 20, p. 413-414 (texte intégral).